# Hayashi Ryūtan
Hayashi Ryūtan est un nom japonais traditionnel ; le nom de famille (ou le nom d'école), Hayashi, précède donc le prénom (ou le nom d'artiste).
Hayashi Ryūtan (林龍潭), né en 1744 et décédé à l'âge de 26 ou 27 ans le 10 juillet 1771, est un lettré néo-confucéen faisant partie du clan Hayashi.
En 1758, il obtient sa première audience avec le shogun Tokugawa Ieshige. Deux ans plus tard, il commence à apprendre le confucianisme. En 1764, il est chargé de l'accueil d'une ambassade coréenne.
- (ja) Cet article est partiellement ou en totalité issu de l’article de Wikipédia en japonais intitulé « 林龍潭 » (voir la liste des auteurs).